# Бевз Валентина Григорівна
Валентина Григорівна Бевз (26 квітня 1955, Маркуші, Житомирська область — 3 березня 2021, Київ) — українська методистка в галузі математики, доктор педагогічних наук, професор кафедри математики і теорії та методики навчання математики НПУ імені М. П. Драгоманова.

## Біографія

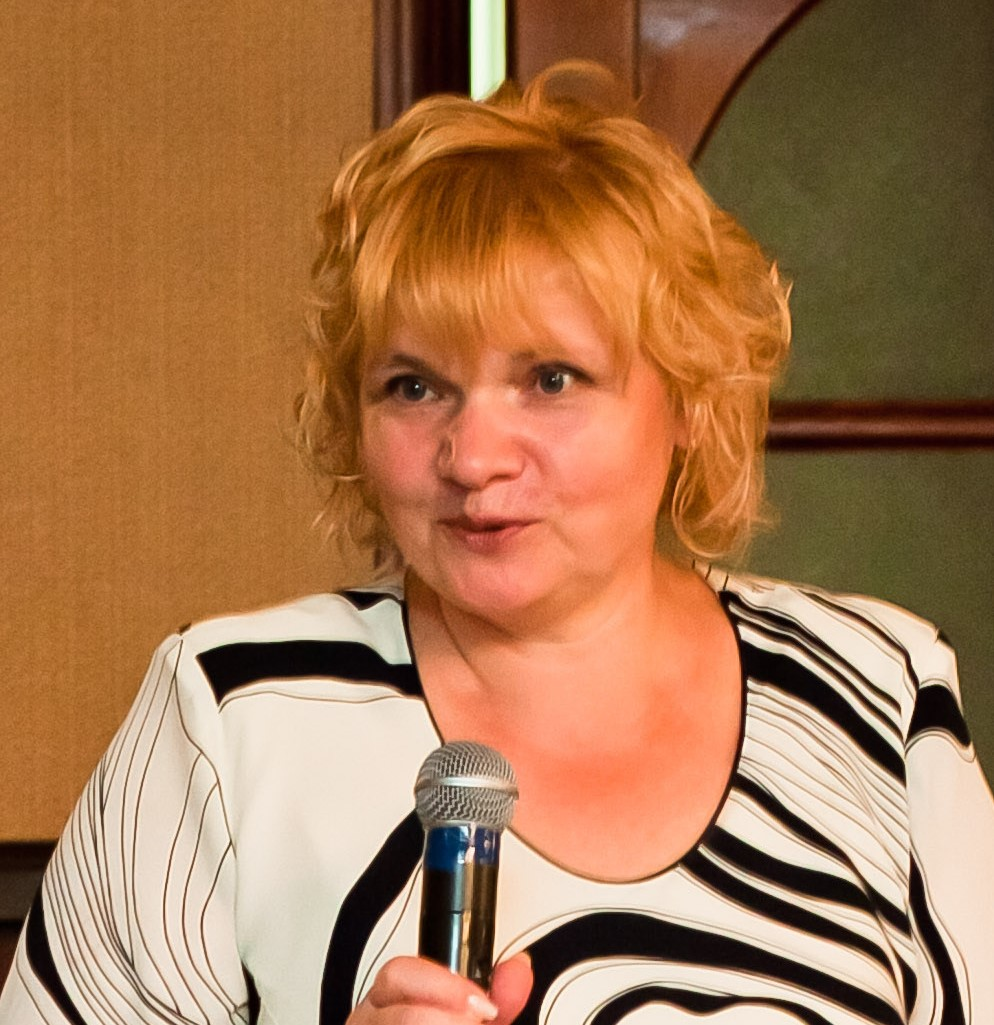
Бевз Валентина Григорівна в 2010 році

Народилася в селі Маркуші Бердичівського району Житомирської області в учительській родині:
- Батько — Бевз Григорій Петрович, тривалий час завідував кафедрою математики і теорії та методики навчання математики в педагогічному університеті, кандидат педагогічних наук, доцент[2].

- Мати — Бевз (до шлюбу Острожинська) Майя Анатоліївна, вчителька математики[3].

Після закінчення школи у 1972 році вступила до Київського державного педагогічного інституту імені О. М. Горького (нині Національний педагогічний університет імені М. П. Драгоманова), а в 1976 році закінчила з відзнакою фізико-математичний факультет цього інституту за спеціальністю «математика».
З 1976 розпочала педагогічну трудову діяльність в школі № 26 міста Києва на посаді вчительки математики.
З 1980 по 1991 викладала математику на кафедрі природничих наук підготовчого факультету для іноземних громадян Київського інституту інженерів цивільної авіації (тепер Національний авіаційний університет). Протягом цього часу неодноразово була на стажуванні в інших країнах: Камбоджа, В'єтнам, Лаос тощо.
З 1991 до 2021 року працювала в НПУ імені М. П. Драгоманова на посадах: асистентки, старшої викладачки (з 1993), доцентки (з 1994), професорки (з 2008) кафедри математики і теорії та методики навчання математики.

## Наукова діяльність
У 1990 році Валентина Бевз захистила кандидатську дисертацію на тему «Методические основы построения системы стереометрических упражнений» (російською мовою) за спеціальністю 13.00.02 — «методика викладання математики» і здобула науковий ступінь кандидата педагогічних наук. Наукова керівниця — старша наукова співробітниця лабораторії фізики та математики Науково-дослідного інституту педагогіки Хмара Тамара Миколаївна.
У 1995 році їй присвоєно вчене звання доцента.
24 квітня 2007 року захистила докторську дисертацію на тему «Історія математики як інтеграційна основа навчання предметів математичного циклу у фаховій підготовці майбутніх учителів» за спеціальністю 13.00.02 — «теорія та методика навчання математики» і отримала науковий ступінь доктора педагогічних наук. Її науковим консультантом був дійсний член АПН України, доктор фізико-математичних наук, професор Шкіль Микола Іванович.
Валентина Бевз успішно поєднувала наукову роботу з педагогічною. Читала лекційні курси «Історія математики» і «Методика навчання математики», а також авторські спецкурси: «Методичні основи побудови системи стереометричних задач», «Історія розвитку математичної освіти в Україні», «Математика як наука і навчальний процес», «Історія науки в шкільному курсі математики», «Інновації у навчанні математики».
Також читала лекції з історії математики в інших педагогічних університетах (в Умані, Луганську, Глухові). На запрошення від МОН України та Інститутів післядипломної освіти систематично виступала на семінарах для вчителів математики.
Авторка понад 600 наукових і методичних праць, серед яких підручники з математики, навчальні посібники для учнів і студентів, навчально-методичні посібники для студентів і вчителів, науково-методичні та популярні статті. Вона співавторка Державних стандартів, програми та підручників з математики (1–6 кл.), алгебри (7–11 кл.), геометрії (7–11 кл.) для 12-річної школи і методичних комплектів до них.
Валентина Бевз із 2000 року керувала аспірантами і докторантами. Під її керівництвом захистилися 11 аспірантів і 3 доктори педагогічних наук.
Неодноразово брала участь у міжнародних конференціях. Разом із Тетяною Годованюк започаткувала Всеукраїнську студентську конференцію «Історія науки майбутньому вчителеві», яка проводиться один раз на два роки на базі Уманського державного педагогічного університету імені Павла Тичини.
Працювала в журналі «Математика в школі» спершу заступницею головної редакторки (якою була Тамара Хмара), а потім і головною редакторкою.
Валентина Бевз нагороджена нагрудними знаками МОН України «Відмінник освіти України» (2004), «Василь Сухомлинський» (2006) та «За наукові досягнення» (2010).

## Основні публікації
1. Бевз В. Г. Історія математики у фаховій підготовці майбутніх учителів: Монографія. — К.: вид-во НПУ імені М. П. Драгоманова, 2005. — 360 с.
2. Бевз В. Г. Практикум з історії математики: [навч. посіб. для студентів фіз.-мат. ф-тів педуніверситетів]. — К. : вид-во НПУ імені М. П. Драгоманова, 2004. — 312 с.
3. Бевз В. Г. Історія математики. — Х.: Вид.гр. «Основа», 2006. — 176 с.
4. Бевз Г. П., Бевз В. Г. Математика: Підруч. для 5 кл. загальноосвіт. навч. закл. — К.: Зодіак-ЕКО, 2005. — 352 с.
5. Бевз Г. П., Бевз В. Г. Математика: 6 кл.: Підручн. для загальноосвіт. навч. закл. — К.: Генеза, 2006. — 304 с.
6. Бевз Г. П., Бевз В. Г., Владімірова Н. Г. Геометрія: Підруч. для 7–9 кл. загальноосвіт. навч. закладів. — К.: Вежа, 2001. — 272 с.
7. Бевз Г. П., Бевз В. Г., Владімірова Н. Г. Геометрія: Підруч. для 10–11 кл. загальноосвіт. навч. закладів. — К.: Вежа, 2005. — 224 с.